# Rhododendron albertsenianum
Rhododendron albertsenianum (лат.) — кустарник, вид рода Рододендрон (Rhododendron) семейства Вересковые (Ericaceae).
Китайское название: 亮红杜鹃.

## Ботаническое описание
Кустарник высотой 1—3 метра.
Черешок 6-10 мм; листовая пластинка кожистая, эллиптическая, 4—5,5(—9) × 1—2,5 см; вершина округлая; абаксиальная поверхность волосистая; адаксиальная поверхность зелёная, голая.
Соцветие зонтичное, образовано 5 или 6 цветками. Цветоножка 1 (—1,8) см, опушённая; чашечка красная, мясистая, 2,5—4 мм; венчик трубчато-колокольчатый, ярко-малиновый, около 3 см, голый; тычинок 10, они имеют не равную длину, 2—2,5 см, нити голые.
Цветение в июле. Семеня созревают в октябре.

## Экология
Заросли на склонах, на высоте 3200—3300 метров над уровнем моря.

## Ареал
Китай (Юньнань).